# Cedric the Entertainer

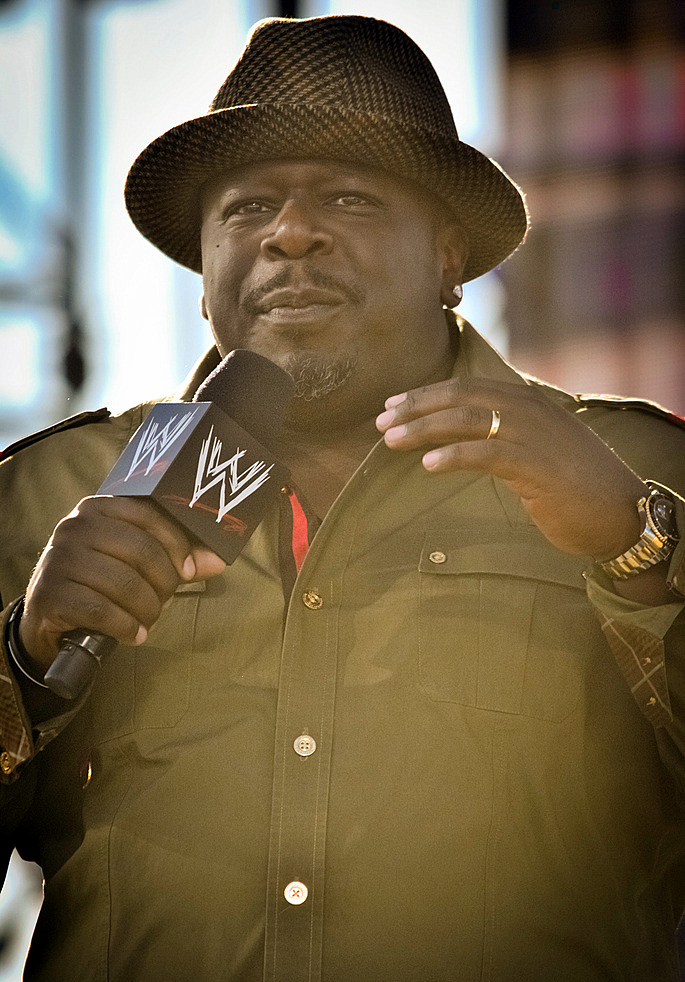
Cedric the Entertainer (2010)

Cedric the Entertainer (* 24. April 1964 in Jefferson City, Missouri; bürgerlich Cedric Antonio Kyles) ist ein US-amerikanischer Schauspieler und Komiker.

## Leben und Karriere
Während seiner Collegezeit an der Southeast Missouri State University begann Cedric Kyles als Stand-up-Komiker zu arbeiten. Weil er bei seinen Auftritten auch sang und tanzte, gab Cedric sich den Zusatz The Entertainer. Seinen ersten Fernsehauftritt hatte er 1992 in It's Showtime at the Apollo. Hiernach trat Cedric bei Def Comedy Jam und BET’s ComicView auf. Bei Letzterem war er von 1994 bis 1995 auch Gastgeber. 1996 holte ihn sein Freund Steve Harvey in seine Sitcom The Steve Harvey Show. Seitdem hatte er eine eigene Sketchshow und trat in zahlreichen Filmen auf.
Zusammen mit Steve Harvey, Bernie Mac und D. L. Hughley tourte Cedric the Entertainer unter dem Namen Kings of Comedy durch die USA. Ab Oktober 2005 besaß er ein eigenes Team in der Champ Car World Series. Das Team trat 2005 für zwei Rennen und 2006 als CTE Racing-HVM an.  Am 19. Juli 2018 wurde er mit dem 2640. Stern auf dem Hollywood Walk of Fame geehrt.
Im Februar 2025 nahm Cedric the Entertainer als Honey Pot an der 13. Staffel der US-amerikanischen Version von The Masked Singer teil, in der er den 15. Platz erreichte.

## Filmografie
- 1996–2002: Die Steve Harvey Show (The Steve Harvey Show, Fernsehserie, 122 Episoden)
- 1998: Abgefahren (Ride)
- 2000: Big Mama’s Haus (Big Momma’s House)
- 2000: The Smoker (Kurzfilm)
- 2001: Kingdom Come – Die lieben Verstorbenen (Kingdom Come)
- 2001: Dr. Dolittle 2 (Stimme)
- 2001: Cedric the Coach (Fernsehfilm)
- 2001–2005: Die Prouds (The Proud Family, Fernsehserie, 14 Episoden, Stimme)
- 2002: Ice Age (Stimme)
- 2002: Nelly: Hot in Herre, Version 1 (Kurzfilm)
- 2002: Nelly: Hot in Herre, Version 2 (Kurzfilm)
- 2002: Barbershop
- 2002: Mann umständehalber abzugeben oder Scheidung ist süß (Serving Sara)
- 2003: Ein (un)möglicher Härtefall (Intolerable Cruelty)
- 2004: Barbershop 2 (Barbershop 2: Back in Business)
- 2004: Bud Light: Spa (Kurzfilm)
- 2004: Familie Johnson geht auf Reisen (Johnson Family Vacation)
- 2004: MADtv (Fernsehserie, eine Episode)
- 2004: Lemony Snicket – Rätselhafte Ereignisse (Lemony Snicket’s A Series of Unfortunate Events)
- 2005: Der Herr des Hauses (Man of the House)
- 2005: Bud Light: Designated Driver (Kurzfilm)
- 2005: Be Cool – Jeder ist auf der Suche nach dem nächsten großen Hit (Be Cool)
- 2005: Madagascar (Stimme)
- 2005: Honeymooners (The Honeymooners)
- 2006: All of Us (Fernsehserie, eine Episode)
- 2006: Schweinchen Wilbur und seine Freunde (Charlotte’s Web, Stimme)
- 2007: Code Name: The Cleaner
- 2007: Talk to Me
- 2007: The Boondocks (Fernsehserie, eine Episode, Stimme)
- 2008: Willkommen zu Hause, Roscoe Jenkins (Welcome Home Roscoe Jenkins)
- 2008: Street Kings
- 2008: Madagascar 2 (Madagascar: Escape 2 Africa, Stimme)
- 2008: Cadillac Records
- 2008: Untitled Cedric the Entertainer Project (Fernsehfilm)
- 2009: All’s Faire in Love
- 2009: Fröhliches Madagascar (Merry Madagascar, Kurzfilm, Stimme)
- 2009: The Law (Fernsehfilm)
- 2010: Caribbean Comedy Classic (Fernsehfilm)
- 2011: Larry Crowne
- 2011: Sacks West (Kurzfilm)
- 2011: Behind the Scenes of Sacks West (Kurzfilm)
- 2011: Dance Fu
- 2011, 2014: Hot in Cleveland (Fernsehserie, 2 Episoden)
- 2012: Potus (Kurzfilm)
- 2012: Madagascar 3: Flucht durch Europa (Madagascar 3: Europe’s Most Wanted, Stimme)
- 2012: Grassroots
- 2012: 2 Broke Girls (Fernsehserie, eine Episode)
- 2012–2016: The Soul Man (Fernsehserie, 54 Episoden)
- 2013: Ghost Movie (A Haunted House)
- 2013: Verrücktes Madagascar (Madly Madagascar, Kurzfilm, Stimme)
- 2013: Caught on Tape
- 2013: Real Husbands of Hollywood (Fernsehserie, eine Episode)
- 2013: Planes (Stimme)
- 2014: Ghost Movie 2 (A Haunted House 2)
- 2014: Vitaminamulch: Air Spectacular (Kurzfilm, Stimme)
- 2014: Planes 2 – Immer im Einsatz (Planes: Fire & Rescue, Stimme)
- 2014: Top Five
- 2016: Barbershop: The Next Cut (Barbershop 3)
- 2016: Another Period (Fernsehserie, eine Episode)
- 2016: Easy Life (Kurzfilm)
- 2016: Summer Camp Island (Kurzfilm, Stimme)
- 2016: Why Him?
- 2017: Master of None (Fernsehserie, eine Episode)
- 2017: Nightcap (Fernsehserie, eine Episode)
- 2017: First Reformed
- 2017: Superior Donuts (Fernsehserie, 2 Episoden)
- 2017: The Comedy Get Down (Fernsehserie, 5 Episoden)
- 2018: Black-ish (Fernsehserie, 2 Episoden)
- 2018: Poor Greg Drowning
- 2018: Nobodies (Fernsehserie, 2 Episoden)
- 2018–2020: The Last O.G. (Fernsehserie, 5 Episoden)
- 2018–2021: Summer Camp Island (Webserie, Stimme)
- seit 2018: The Neighborhood (Fernsehserie)
- 2019: The Late Late Show with James Corden (Fernsehserie, eine Episode)
- 2019–2020: Power (Fernsehserie, 3 Episoden)
- 2020: She Ball
- 2020: Son of the South
- 2020: Woke (Fernsehserie, 3 Episoden, Stimme)
- 2020: The Opening Act
- 2021: Bud Light Legends: Super Bowl LV (Kurzfilm)
- 2025: The Masked Singer (Fernsehsendung, Teilnehmer Staffel 13, 15. Platz)